# Arno Rafael Minkkinen
Arno Rafael Minkkinen es un fotógrafo finlandés, que trabaja en Estados Unidos.

## Primeros años
Arno Rafael Minkkinen es un fotógrafo finlandés, nacido en Helsinki en 1945, que a temprana edad emigró a los Estados Unidos junto a su familia en 1951. Consiguió su licenciatura en literatura inglesa al graduarse en el Wagner College y comenzó trabajando en la creación de eslóganes para diferentes compañías.

## Obra
En 1971 comienza a realizar una serie de autorretratos los cuales despiertan su interés en la fotografía, influenciado por Diane Arbus, estudió con Aaron Siskind y Harry Callahan graduándose en Rhode Island School of Design, con el título de fotografía en 1974.
Luego de graduado continuó su obra trabajando específicamente con autorretratos en los cuales la naturaleza y los desnudos son sus principales elementos de trabajo. Él mismo se considera un fotógrafo documental, ya que sus fotografías no presentan ningún tipo de manipulación, tanto en las figuras humanas como en los paisajes naturales y tampoco poseen dobles exposiciones.
Sus imágenes son en blanco y negro, y si bien algunas pueden parecer surrealistas, solo parecen, ya que lo que se ve en sus fotografías es lo que se encontraba frente a su cámara en el momento de la toma, sin retoques ni artilugios. La mayoría de sus imágenes son en blanco y negro, y transmiten sensaciones como soledad, calma, paz, tristeza, amor, etc. 
Sus principales trabajos tratan de autorretratos de su cuerpo o de partes del mismo; y también se lo puede apreciar retratado junto a mujeres que pasaron por su vida, como así también junto a su hijo Daniel. Se ha dedicado a este tipo de retratos desde principios de 1970, en una amplia variedad de paisajes, desde Finlandia hasta Nueva Inglaterra, por el oeste de Estados Unidos y los sitios de Italia y Francia. 

## Concepto artístico
Minkkinen ha generado un concepto fotográfico concreto, lo que hace fácilmente identificable su trabajo por más aislado que se encuentre. Quizá lo más imperativo en su desempeño es la metodología que utiliza, y las condiciones extremas a las que el mismo se expone en pos de lograr expresar más fielmente sus ideas, teniendo en cuenta que no utiliza retoque digital de ningún tipo.
En sus propias palabras: 

“La motivación en sí proviene del propio proceso. Rara vez estoy detrás del visor en el momento de la exposición y por lo tanto yo nunca tuve la oportunidad de ver lo que tengo hasta que procesar la película. Mantener libre y limpio de cualquier manipulación, trabajando como siempre lo he hecho de la única exposición negativa, significa que el procesamiento se convierte en un acontecimiento extraordinario en mi cuarto oscuro”.

La obra de Arno Minkkinen fusiona a fotógrafo y sujeto en una misma persona. Una especie de inverso del instante decisivo en el que la cámara queda a la espera de hallar el lugar propicio para una armónica unión entre cuerpo y ambiente. Imágenes que buscan expresar la belleza de la naturaleza y del cuerpo humano en perfecta relación. Una situación, una imagen diseñada en su mente que luego debe dejar en manos de su cámara para ir a ocupar el rol de objeto, con su cuerpo. Ambientes naturales que a veces ofrecen riesgos que no está dispuesto a compartir con otros. Es por eso el motivo de su rol dual. 
Minkinnen se autodenomina fotógrafo documentalista, los espacios ocupados en los negativos son los mismos que ocupara al momento de la toma, sin manipulaciones de ningún tipo, solo previsualiza la fotografía y luego se aleja del proceso para ser captado una vez que el disparo fue hecho. Queda siempre a la expectativa del encuentro en el laboratorio con los negativos de aquello que el imaginó tiempo atrás.